# 巴克斯特縣 (阿肯色州)
巴克斯特縣（英語：Baxter County）是美國阿肯色州北部的一個縣，北鄰密蘇里州。面積1,649平方公里。根据美國2000年人口普查，共有人口38,386人。縣治芒廷霍姆（Mountain Home）。
成立於1873年3月24日。縣名紀念第十任州長以利沙·巴克斯特（Elisha Baxter）。